# Bongo (Cubaanse trommel)
Bongo's zijn kleine handtrommels die meestal per twee aan elkaar hangen en samen bespeeld worden. Bij marching bands (drumbands /malletbands etc.) worden de bongo's soms als los instrument bespeeld of ook wel opgehangen aan een marching-trom (kleine trom, parade-trom/field-trom etc.) en worden bespeeld met mallets.

## Oorsprong en geschiedenis
De bongo's zijn voor het eerst in Oost-Cuba gemaakt. Ze verschenen aldaar onder Afro-Cubanen, waarschijnlijk onder invloed van trommels uit het gebied van Congo en Angola. De open onderkanten van de bongo's zijn een kenmerk van trommels uit dat deel van Afrika. Andere bronnen associëren de twee aan elkaar verbonden trommels met rituelen in de Afro-Cubaanse Santería religie, die van Yoruba-oorsprong is. Historisch waren Centraal-Afrikaanse - "Congo-" of "bantu-" - invloeden sterker in Oost-Cuba, vanwege de daar verblijvende slavenbevolking.
Het instrument vond al snel een weg in het regionale, eveneens Oost-Cubaanse, muziekgenre Son. De son werd populair in heel Cuba en daarmee verspreidden ook de bongo's zich naar Havana in de vroege 20e eeuw. Van daaruit verspreidden de bongo's zich naar de Verenigde Staten en daarna wereldwijd, samen met Cubaanse muziekstijlen. Met de conga's behoren bongo's thans tot de meest wijdverspreide en internationale percussie-instrumenten.

## Bouw en klank
Bongo's hebben meestal een vel-diameter van 7" en 8½" (respectievelijk zo'n 17,8 en 21,6 centimeter). Bongo's worden gemaakt van hout of van fiberglas. Hout levert meestal een warme, volle en diepe klank. Dit is overigens wel afhankelijk van de houtsoort en de dikte van het hout. Fiberglas heeft over het algemeen een feller en krachtiger karakter.
De vellen worden meestal bespannen via spanhaken (meestal vier per bongo). Onder de bongo zit een stevige ring. Daar lopen de spanhaken doorheen, die met bouten worden aangedraaid. Hierdoor wordt het hout van de bongo niet doorboord en dat komt het geluid ten goede. Af en toe worden de vellen bespannen via spanbouten in spanklauwen. Deze spanklauwen zijn dan geschroefd op het hout van de bongo. Je ziet deze variant meestal bij goedkope bongo's.
Bongo's hebben over het algemeen een felle klank. Dat komt enerzijds omdat de bongo's een kleine vel-diameter hebben waardoor de klank hoog is. Daarnaast zijn bongo's klein van stuk; de diepte van de trommels is niet groot.
De klank van de bongo's wordt beïnvloed door veel factoren. De meest belangrijke elementen die de klank bepalen zijn:
- de materialen van de trom en het vel
- de spanning van het vel (hoe de bongo's zijn gestemd)
- de manier van spelen

De eerste factor is reeds beschreven (hout versus fiberglas). Het materiaal van het vel is ook cruciaal. Meestal zijn bongo's bespannen met een natuurvel (bijvoorbeeld geitenvel of bufalovel). Natuurvel klinkt per definitie warm, vol en (voor zover mogelijk) diep. Soms worden bongo's met een kunstvel bespannen. Deze 'plastic' vellen zie je meestal gemonteerd op bongo's van een drumband of malletband, omdat kunstvellen veel minder kwetsbaar zijn voor weersinvloeden. Een kunstvel klinkt meestal wat krachtiger, feller en scherper dan een natuurvel.
De tweede factor is de spanning van het vel. Hoe strakker het vel is gespannen, hoe hoger de bongo klinkt. Daarnaast geldt hoe kleiner de diameter van het vel, hoe hoger het geluid van de bongo. De bongo's worden altijd op elkaar afgestemd. Dat wil zeggen dat de 'hoge' bongo goed samen klinkt met de 'lage' bongo.
Daarnaast wordt de klank bepaald door de manier van spelen. Zo kunnen bongo's worden bespeeld met stokken (bijvoorbeeld bij een drumband), maar meestal worden ze met de hand beroerd. Daarbij geldt dat een vlakke handslag anders klinkt dan een iets gebogen handslag. Verder kunnen de bongo's bespeeld worden met de hele hand, de handpalm of alleen met de vingertoppen. Tot slot is de plaats waar je op de bongo's slaat bepalend voor het geluid. Speel je de bongo's op de rand van het vel, dan geeft dat een hogere en fellere klank dan wanneer je de bongo's in het midden van het vel bespeelt. Zo zijn er zeer veel verschillende technieken waarmee een percussionist kan variëren.
Bongo's worden door percussionisten veelal samen met conga's opgesteld. Zie de foto's hieronder voor een dergelijke opstelling.

## Galerij

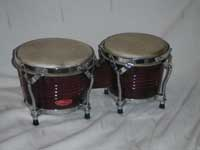
Bongo's
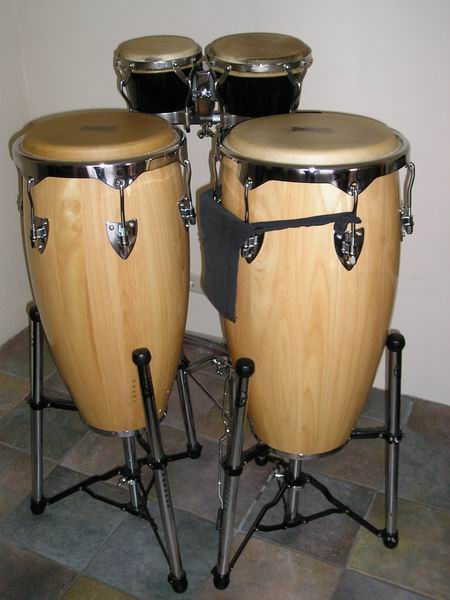
Houten conga's en fiberglas bongo's
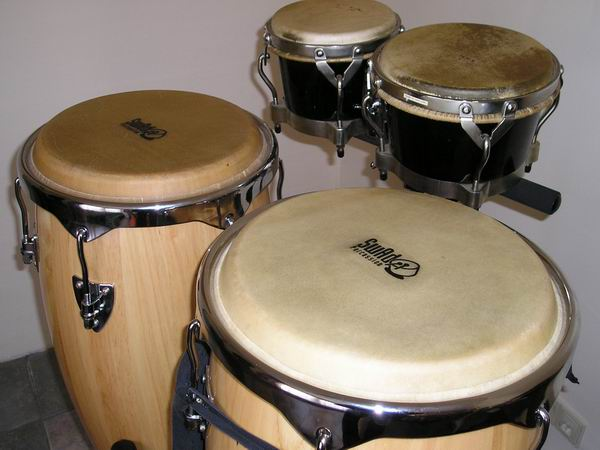
Houten conga's en fiberglas bongo's

## Bekende bongospelers
- Richard Feynman
- Francisco Raúl Gutiérrez Grillo
- Armando Peraza